# Shejitan di Pechino
Lo Shejitan (社稷坛S, ShèjìtánP, lett. "Altare della Terra e del Grano") di Pechino si trova all'interno della Città Imperiale (皇城S, HuángchéngP). Si posiziona sul suo asse occidentale, di fronte al tempio ancestrale Taimiao (太庙S, TàimiàoP). 
Fu uno dei luoghi cerimoniali più sacri della Cina Imperiale e viene anche chiamato Taishejitan (太社稷坛S, Tài ShèjìtánP) o Taishetan (太社坛S, Tài ShètánP). È l'unico altare di Pechino dedicato sia al Dio della Terra (社神S, ShèshénP) che al Dio del Grano (稷神S, JìshénP).

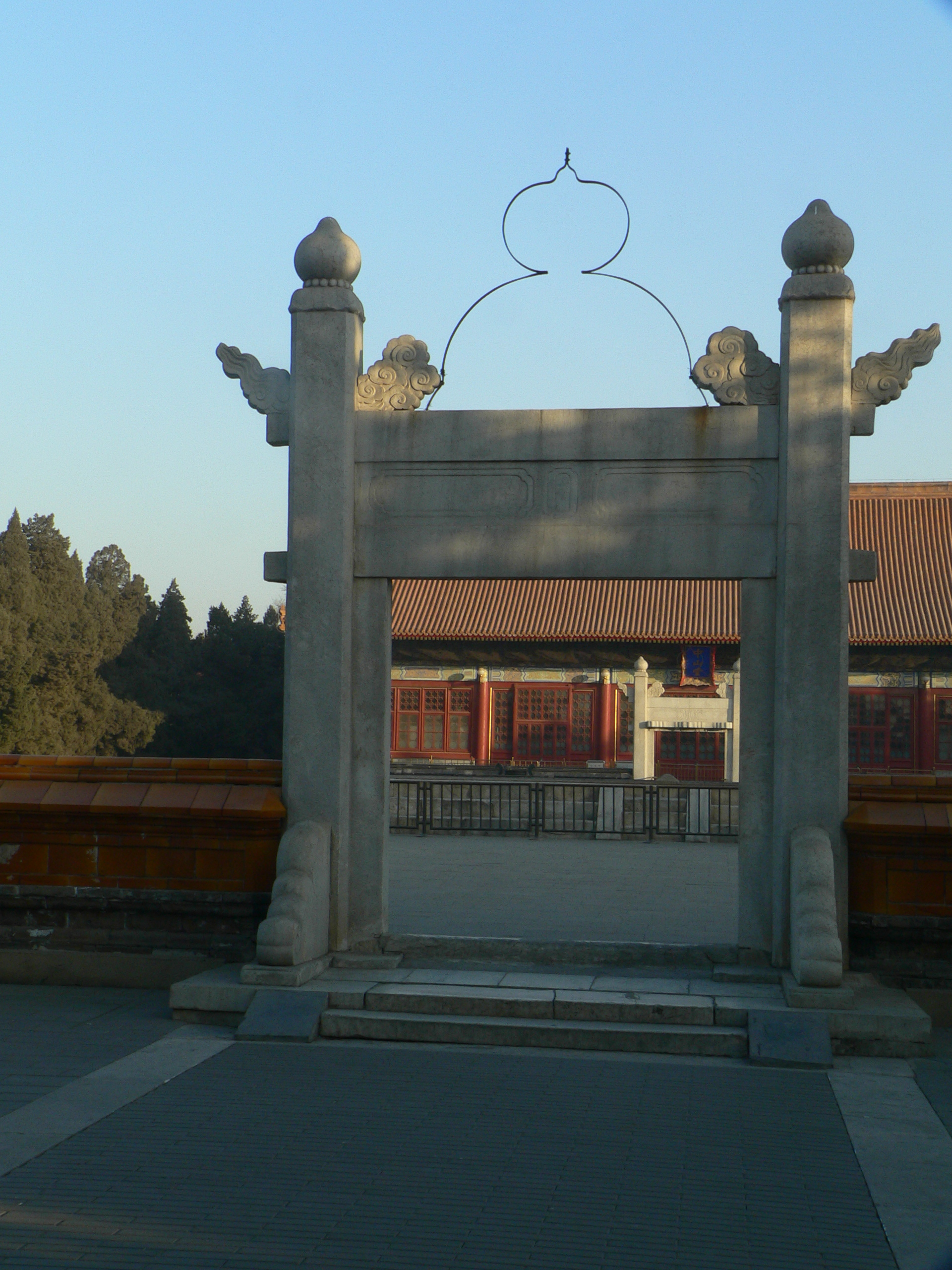
Shejitan di Pechino

## Posizione
Lo Shejitan e il tempio ancestrale, oggi chiamato Laodong Renmin Wenhuagong (劳动人民文化宫S, Láodòng Rénmín WénhuàgōngP, lett. "Palazzo Culturale dei Lavoratori"), sono strutture simmetriche: l'altare a destra e il tempio a sinistra affiancano il palazzo imperiale Gugong (故宫S, GùgōngP), posto invece nel centro. Tale collocazione è collegata ad una determinata simbologia: pare infatti che l'altare costituisse il “complemento femminile” del Taimiao, considerato invece la componente complementare maschile. 

## La storia
Zhu Yuanzhang (朱元璋S, Zhū YuánzhāngP), il primo imperatore Ming denominato Hongwu (洪武S, HóngwǔP) a seguito della propria ascesa al trono, affermò di ritenere errata la separazione degli altari delle divinità del grano e della terra: tale divisione non veniva infatti contemplata nei testi classici.
Nel XV secolo Pechino divenne la capitale dei Ming e Yongle (永乐S, YǒnglèP), il terzo imperatore della dinastia, decise di attenersi a quanto stabilito dal proprio predecessore, ordinando nel 1420 la costruzione dello Shejitan e del palazzo imperiale. L'edificazione dei complessi si sarebbe dovuta attenere alle norme proclamate nel Zhou Li (周礼S, ZhōulǐP, lett. "I Riti di Zhou"). 
Le fondamenta più antiche dell'altare rimandano ad un antico tempio di epoca Tang, rinvenuto nella periferia di Pechino. Lo Shejitan risale alle dinastie Liao e Yuan, epoche in cui prese i rispettivi nomi: Xingguo Si (兴国寺S, Xīngguó SìP, lett. "Tempio della Rinascita della Nazione") e Wanshou Xingguo Si (万寿兴国寺S, Wànshòu Xīngguó SìP, lett. "Tempio della Rinascita e della Longevità della Nazione"). 
Nel 1914 il parco dello Shejitan venne aperto ai cittadini con il nome di "Zhongyang gongyuan" (中央公园S, Zhōngyāng gōngyuánP, lett. "Parco Centrale"), divenendo uno dei primi giardini imperiali aperti al pubblico; nel 1925 ospitò la salma di Sun Yat-sen nel Baidian (拜殿S, BàidiànP, lett. "Sala di Adorazione") e nel 1928 venne ribattezzato "Zhongshan gongyuan" (中山公园S, Zhōngshān gōngyuánP, lett. "Parco Zhongshan"), in onore del leader della rivoluzione repubblicana. 
Con la nascita della RPC l'altare divenne un luogo utilizzato dal Partito Comunista Cinese. 

### Il parco pubblico
All'inizio del 1900 emerse in Cina un maggiore interesse nei confronti degli spazi pubblici. 
Il Consiglio Municipale di Pechino si pose come obiettivo lo sviluppo urbano ma dovette affrontare due problematiche: la scarsità di fondi e la carenza di terre disponibili. Durante l'era imperiale Pechino venne infatti sviluppata oltremodo. 
Lo Shejitan destò l'interesse del Consiglio per l'ottima posizione e per l'ampio spazio che occupava. L'altare, al centro di Pechino, punto di facile accesso per la comunità, occupava un'area di 360 mu (亩S, mǔP), circa 60 acri. 
La trasformazione dello Shejitan in parco pubblico acquisì un significato sia economico che politico. Dal punto di vista economico, il riadattamento di un'area già dotata di ponti, prati, panchine e servizi vari si presentava molto meno oneroso di una creazione ex novo della zona. Dal punto di vista politico invece il Consiglio Municipale intendeva presentarsi in maniera opposta rispetto alle istituzioni del governo imperiale, decisamente meno interessate al benessere della comunità. Si presentava come un'agenzia governativa legata al governo repubblicano e si prefiggeva l'obiettivo di migliorare la vita cittadina. 
Il Zhongyang gongyuan costò molto meno del Central Park di New York e venne sviluppato attorno allo Shejitan.
Zhu Qiqian(朱啟鈐S, Zhū QǐqiánP), al tempo ministro delle Comunicazioni, fu la figura promotrice del progetto: incantato dai cipressi secolari del luogo e dalla bellezza dell'altare, ritenne necessaria la trasformazione dello Shejitan in parco pubblico. 
Una volta superati i problemi relativi alla mancanza di fondi e grazie anche a numerose donazioni. Il parco venne aperto nel 1914, anno in cui Zhu divenne presidente del Consiglio Municipale e ministro dell'Interno.

## I rituali
Lo Shejitan veniva usato dagli imperatori Ming e Qing per scopi religiosi: i sovrani dedicavano lo spazio ai riti sacrificali, compiuti durante i mesi autunnali e primaverili. Per circa 500 anni l'altare venne dedicato alle cerimonie sacre, che cessarono di essere celebrate attorno ai primi anni del XX secolo. 
Il Dio della Terra e il Dio del Grano erano considerati particolarmente importanti: si riteneva che essi fossero indispensabili per il benessere della popolazione, in quanto garanti del suo stesso sostentamento. Per questo non potevano mancare dei rituali che onorassero le divinità, rituali che solo l'imperatore poteva amministrare, col fine di assicurare al proprio regno la benevolenza degli dei. 
Le offerte sacrificali erano diverse, solitamente comprendevano un agnello e un maiale (少牢S, shǎoláoP, lett. "un agnello e un maiale"), quattro vasi, quattro ceste di cibo e quattro rotoli di seta nera. 

## La struttura
Il complesso dello Shejitan è costituito dall'altare, dal Baidian, da un magazzino (神库S, shénkùP), una cucina (神厨S, shénchúP) e un padiglione sacrificale (宰牲亭S, zǎishēng tíngP); il tutto venne quasi interamente costruito sotto Yongle. 
La porta principale (正门S, zhèngménP) si trova sul lato est. La struttura dell'altare presenta una base quadrata che simboleggia la terra e si sviluppa su tre piani che a partire dal basso si restringono. Le pareti sono state costruite utilizzando dei mattoni smaltati nei colori che rappresentano le quattro direzioni: nord, sud, est e ovest. Per ogni lato dell'altare è stata costruita una scala in pietra.
L'altare richiama molto spesso la "Teoria dei Cinque Elementi" (五行学说S, Wǔxíng XuéshuōP), considerati "l'origine di tutte le cose". I Cinque Elementi (五行S, wǔxíngP) corrispondono a Cinque Direzioni (五方S, wǔfángP) e a Cinque Colori (五色S, wǔsèP). Il legno si collega al colore verde e alla direzione est; il fuoco al rosso e al sud; il metallo al bianco e all'ovest; l'acqua al nero e al nord; la terra al giallo e al centro. 
Il fatto che la superficie dell'altare fosse stata ricoperta da terre di cinque colori (五色土S, wǔsètǔP) rimanda proprio alla teoria suddetta.
Al centro dell'altare era presente una colonna di pietra che prendeva i seguenti nomi: Shezhushi (社主石S, ShèzhǔshíP) o Jiangshanshi (江山石S, JiāngshānshíP). Essa rappresentava la stabilità dell'Impero e venne eliminata nel 1911. 
Lo Shejitan, il Taimiao e il Tiantan (天坛S, TiāntánP, lett. "Altare del Cielo") formano un triangolo che rappresenta la triade costituita da Cielo, Umanità e Terra.

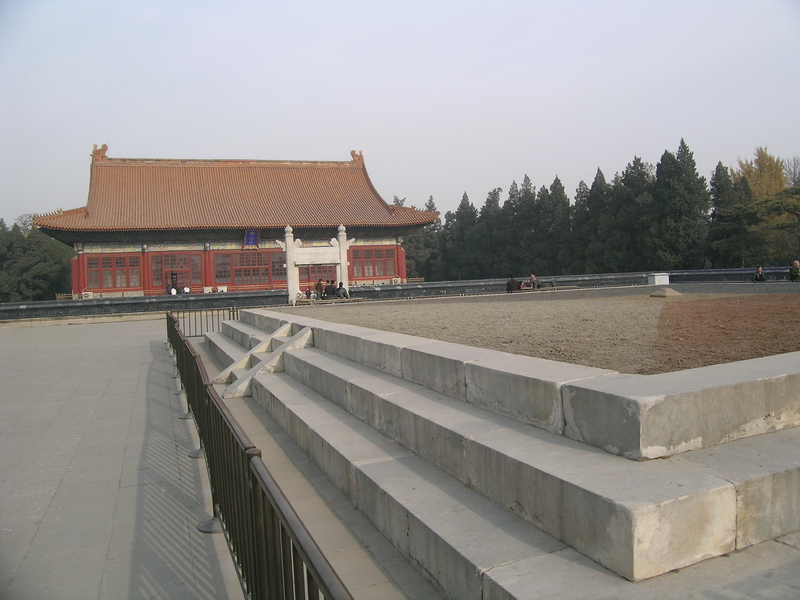
L'altare Shejitan

### La sala di culto
Il Baidian (拜殿S, BàidiànP, lett. "Sala di Adorazione") viene anche chiamato Jidian (祭殿S, JìdiànP) o Xiangdian (享殿S, XiǎngdiànP) e occupa la zona nord dello Shejitan.
La struttura, che vanta 580 anni di storia, serviva a riparare l'imperatore durante la celebrazione dei riti, nel caso in cui si fossero presentate condizioni atmosferiche avverse. Era inoltre utilizzata dai sovrani e dai loro famigliari come luogo di riposo. 
Nel 1923 la sala venne restaurata e predisposta per l'organizzazione di riunioni o esposizioni; nel 1925 accolse la salma di Sun Yat-sen, che venne successivamente trasferita al Biyun Si (碧云寺S, Bìyún SìP, e nel 1928 venne rinominata “Sala Zhongshan” (中山堂S, Zhōngshān TángP), in memoria di Sun.
Il Baidian divenne nel 1949 la sala riunioni del Congresso nazionale del popolo.

### La porta delle alabarde
La porta Jimen (戟门S, JǐménP) si trova a nord del Baidian. Subì il saccheggio da parte delle Forze Alleate durante la prima guerra mondiale e nel 1949 divenne la sala riunioni della Conferenza Politica Consultiva del Popolo Cinese.

### Il magazzino, la cucina e il padiglione sacrificale
Il magazzino (神库S, shénkùP), la cucina (神厨S, shénchúP) e il padiglione sacrificale (宰牲亭S, zǎishēng tíngP) erano i luoghi dedicati alla raccolta delle offerte e degli utensili sacrificali.